# Georg Hartmann (Fabrikant)
Georg Hartmann (* 13. Juli 1870 in Frankfurt am Main; † 27. Oktober 1954 ebenda) war ein deutscher Unternehmer. Der gelernte Kaufmann war unter anderem Seniorchef der Bauerschen Gießerei, einer Schriftgießerei in Frankfurt, und Vorsitzender des Freien Deutschen Hochstiftes.

## Leben und Werk
Hartmann entstammte einer alt eingesessenen Frankfurter Familie. Er wurde im Haus Zur Stadt Nürnberg, südlich des Doms gelegen, geboren. Nach dem Abitur an der Wöhlerschule in Frankfurt am Main und einer kaufmännischen Lehre und ersten beruflichen Erfahrungen in England und Frankreich wurde Hartmann 1894 Direktor einer Linoleumfabrik in Mannheim. 1898 kehrte er in seine Heimatstadt zurück und leitete die von ihm gekaufte Bauersche Gießerei. In der Folge gründete er weitere Filialen, unter anderem in Barcelona. 1919 gründete er einen weiteren Industriebetrieb in Frankfurt: die „EMDA“ („Elektro-Medico-Dental-Apparatur“), eine Spezialfabrik für elektro-medizinische und zahnärztliche Apparate einschließlich Zahnarztstühlen, die später ihren Sitz in der Hanauer Landstraße 139–145 bzw. zum Schluss in der Kaiserleistraße 19 hatte. Beide Firmen existieren heute nicht mehr.
Als Schriftgießer verlegte er eine Reihe von bedeutenden Schriftarten, so Mitte der 1920er Jahre die Futura von Paul Renner. Im Rahmen des umfangreichen bibliophilen Buchprogramms der Bauerschen Gießerei beauftragte er 1941 den im Amsterdamer Exil weilenden Max Beckmann mit Illustrationen zur Apokalypse und 1943 mit Zeichnungen zu Goethes Faust II.
Sein zusammen mit dem Historiker Fried Lübbecke verfasstes Buch Alt-Frankfurt. Ein Vermächtnis dokumentiert in über 270 Schwarz-Weiß-Fotografien aus den 1930er und frühen 1940er Jahren den Zustand der Frankfurter Altstadt vor der Zerstörung durch die Luftangriffe auf Frankfurt am Main. Einige der Fotografien stammen von Alfred Ehrhardt.
Hartmann, der die Zeit des Nationalsozialismus unbelastet überstand, galt zeit seines Lebens als großer Förderer von Kunst, Kultur, aber auch des Pferdesports. Er wirkte als Mitglied der Administration des Städelschen Kulturinstituts und war ab 1933 Vorsitzender des Städelschen Museums-Vereins. 1944 wurde er Vorsitzender im Verwaltungsausschuss des Freien Deutschen Hochstifts und war am raschen Aufbau des im Krieg zerstörten Goethe-Hauses beteiligt. Hartmann besaß eine eigene Kunstsammlung, aus der er einige Stücke, unter anderem die Plastik Eva von Auguste Rodin dem Städel schenkte.
Die Ehrengrabstätte befindet sich auf dem Frankfurter Hauptfriedhof (Gewann III 26).

## Ehrungen
- 1948: Goetheplakette der Stadt Frankfurt am Main
- 1949: Ehrensenator der Universität Frankfurt am Main
- 1950: Ehrenbürger seiner Vaterstadt Frankfurt am Main, wegen seiner Verdienste um den Wiederaufbau des Goethe-Hauses
- 1953: Großes Verdienstkreuz der Bundesrepublik Deutschland
- Ehrenbürger von Burgjoß und dortiger Straßennamenspatron